# 펜타곤
펜타곤(영어: The Pentagon)은 미국 국방부의 본청 청사로, 미국 버지니아주 알링턴 군에 있으며 워싱턴 D.C.의 포토맥 강에 걸쳐있다. 미군의 상징으로서 펜타곤은 종종 미국 국방부를 환유적으로 일컫는데 사용하기도 한다. 펜타곤으로 불리는 이유는 건물자체 모습이 오각형이기 때문이다.

## 개요
펜타곤은 미국의 건축가 조지 버그스트롬(1876~1955년)에 의해 설계되었으며, 필라델피아의 종합 건설 업자 존 멕셰인에 의해 설립되었다. 1941년 9월 11일 착공하였으며 건물은 1943년 1월 15일에 헌정되었다. 브레혼 서머벨 장군이 프로젝트에 주된 원동력을 제공하였다. 레슬리 그로브스 대령은 미국 육군을 위한 프로젝트를 감독하는 책임을 맡았다.
펜타곤은 세계에서 두 번째 큰 오피스 건물 가운데 하나로, 그 크기가 약 6,500,000 제곱 피트(600,000 제곱 미터)에 달하며, 그 중 3,700,000 제곱 피트(340,000 제곱 미터)가 오피스로 사용된다. 약 23,000명의 군사 및 민간인 직원들과 약 3,000명의 비방위 지원 인력들이 펜타곤에서 일한다. 지상에 5개의 면과 5개의 층으로 있으며, 지하로는 2층까지 있고, 층마다 5개의 반지 모양의 통로가 있는데 그 크기가 총 17.5 mi (28.2 km)에 달한다. 펜타곤은 5에이커(20,000 m2)에 달하는 중앙 플라자가 있는데, 펜타곤 모양과 비슷하며, 핵 전쟁 발발 시 소련에 의해 목표가 될 것으로 추정하면서 냉전 시기에 지어진 별명에 따라 비공식적으로 "그라운드 제로"(ground zero)라 부른다.
이 건물이 지어지기 시작한지 정확히 60년 뒤인 2001년 9월 11일, 아메리칸 항공 77편이 납치되어 이 건물의 서쪽으로 날아들어왔으며 공식 보고서에 따르면 189명이 사망하였다. (비행기 내 59명의 희생자, 5명의 가해자 및 건물 내 125명의 희생자) 1812년 전쟁 중 영국과 캐나다인들에 의해 도시가 불타버린 이후로 워싱턴 건물 시설에 대한 최초의 상당한 외부 공격이었다. 현재는 다시 복구되었다.

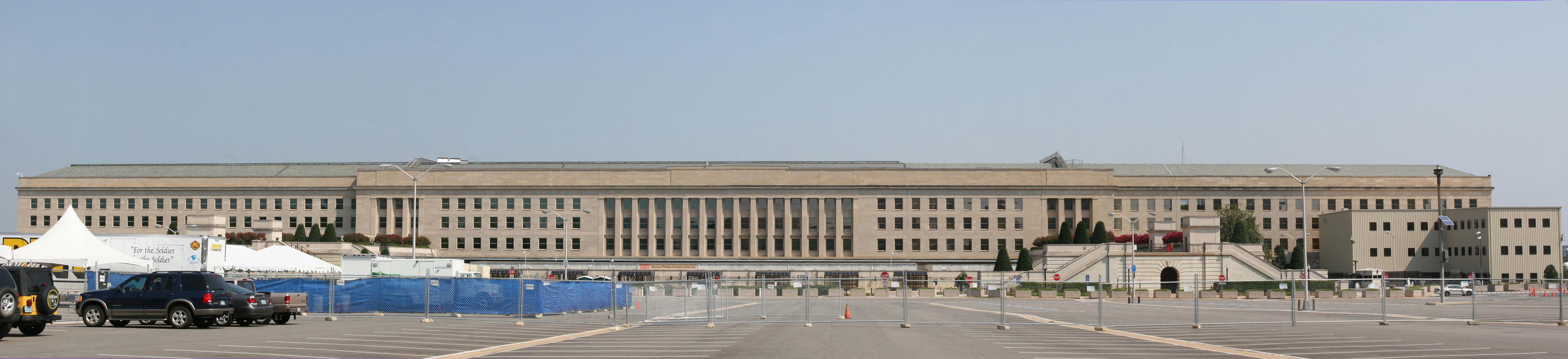
펜타곤의 남쪽 주차장의 모습.

또한 이곳은 세계 최대 규모를 자랑하는 미국 국방부의 본부이기 때문에 종종 음모론의 상징이 되기도 한다.

펜타곤 중앙 공터에는 그라운드 제로라는 이름의 카페가 있다. 

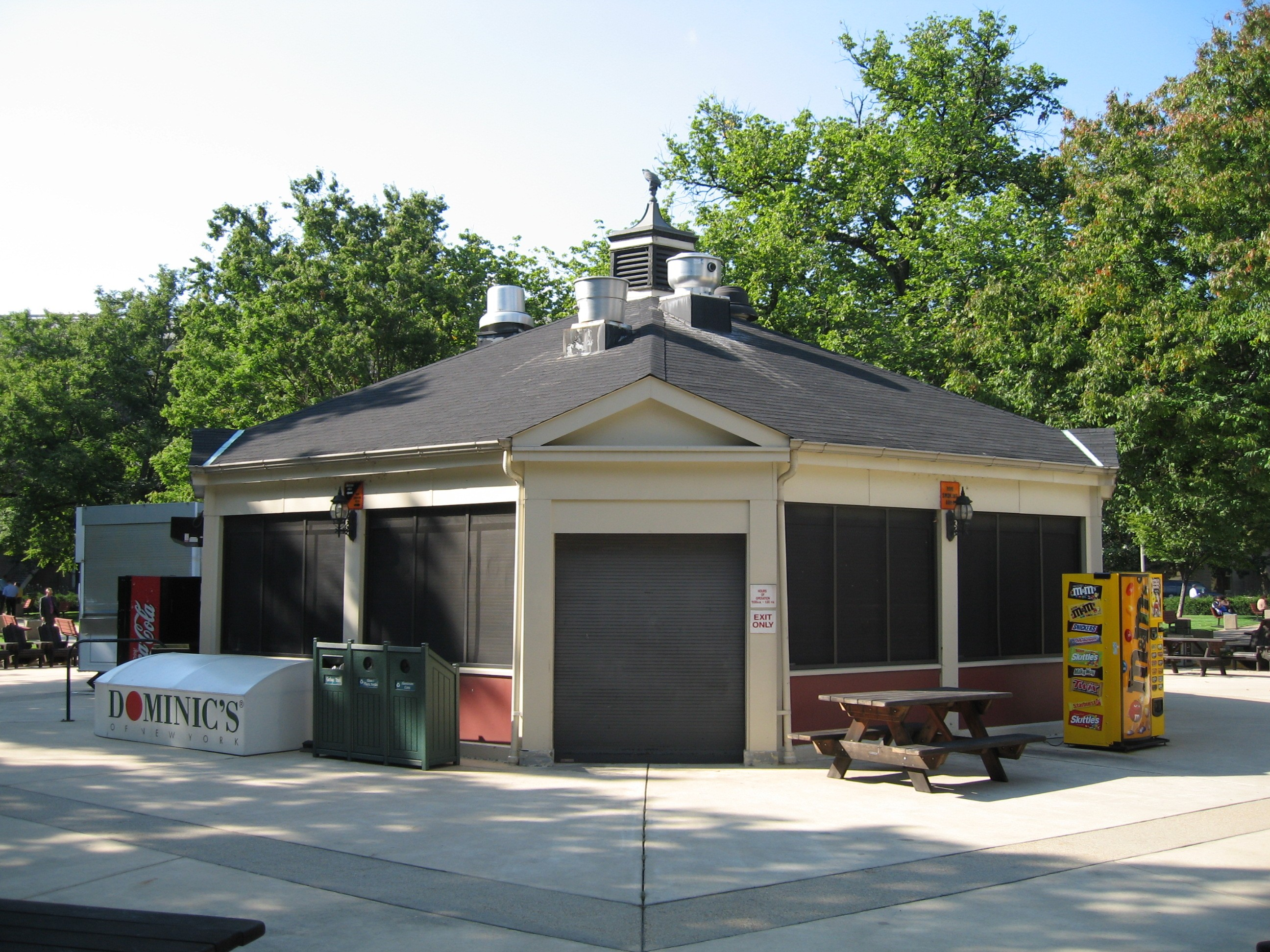
펜타곤 중앙 공터에 있는 그라운드 제로 카페.

## 사건사고
- 아메리칸 항공 77편 테러 사건

2001년 9월 11일 아메리칸항공 소속 보잉 757 항공기가 공중납치(하이재킹)당하면서 펜타곤 서쪽 면에 충돌해 폭발한 사건이다. 이 사고로 탑승객 전원이 사망했고 펜타곤 서쪽 구조물이 붕괴되었으나 다시 복구되었다.